# Тронка (роман)
«Тро́нка» (укр. Тро́нка) — роман в новеллах, написанный в 1963 году украинским советским писателем Олесем Гончаром.
Роман стал первым крупным произведением О. Гончара, посвященным современной мирной жизни. Построенный в виде своеобразного «венка новелл», раскрывающих разные стороны жизни простых людей, жителей украинских степей, роман рисует целую панораму характеров, образов, ситуаций.
В «Тронке» автор стремился художественно постичь животрепещущие вопросы современности, её сложные проблемы и впечатляющие контрасты. Замысел писателя заключался в том, чтобы показать жизнь конкретного человека в тесных связях с бытием планеты, а планетарные проблемы спроектировать на индивида. Такой масштабный взгляд требовал особой формы. Сам Гончар высказал по этому поводу следующие соображения: 

«Сильное содержание само должно искать и найти себе форму наиболее подходящую, невымученную: дайте ему свободу, и оно найдет природную пластику и красоту линий или цветов, отольется именно в ту форму, которая нужна…»
Такой жанровой оболочкой «Тронки» стала форма романа в новеллах, искусно разработанная в 1935 году писателем Ю. Яновским во «Всадниках».
Олесь Гончар часто обращался к новелле, как самостоятельному жанру. Она привлекала его сосредоточенностью и подчеркиванием существенных черт в событиях, размышлениях, характерах, композиционным совершенством, стремительностью развития сюжета.

## Сюжет
Двенадцать новелл «Тронки» — это двенадцать завершëнных историй, объединëнных авторским замыслом, а также или общим героем, или проблемой, или темой. Так, в новеллах «Азбука Морзе» и «Железный остров» действуют одни и те же герои - Тоня и Виталик. Другие новеллы выстраивают костяк отдельной сюжетной линии, её узловые моменты. Например, изображению «динозавра периода культа личности» майора Яцубы, его отношений с дочерью, посвящены разделы «Пикетажистка» и «Здесь много неба». Этим достигается целостность произведения, его сквозной сюжет. Скрепляет роман и пространственная точка, изображëнная писателем, - то конкретный уголок Таврического степи, где живут и трудятся рабочие совхоза, строители канала, ракетчики. Временные измерения произведения охватывают современное, прошлое и будущее. Это эпизоды богатой событиями истории причерноморских степей, годы Великой Отечественной войны, которые проецируются на день сегодняшний, «одно лето человеческой жизни». Такая параллель ярко иллюстрирует, по мнению писателя, связь времен и поколений, помогает глубже понять проблематику настоящего.
Каждая из новелл исследует определенный характер — старый Горпищенко, Дорошенко, Лукия, Виталик, Тоня, Уралов; показывает его сущность через отношение к насущных вопросам середины XX века: созданию и разрушению, экологии, гармонии природы и человека, отношению человека к труду, как мерилу духовности, взаимоотношению родителей и детей, войне и миру. Именно жанровая специфика произведения дала писателю возможность свободно оперировать богатым жизненным материалом, положенным в его основу, масштабно воспроизвести панораму жизни.
В «Тронке» впервые в украинской литературе остро ставится проблема искоренения сталинизма, борьбы старого с новым. На волне хрущёвской оттепели роман был удостоен Ленинской премии (1964).